# HSBC Bank Honduras
HSBC Bank Honduras fue uno de los cinco bancos más grandes Honduras, con agencias en los dieciocho departamentos del territorio nacional y mayor cobertura de cajeros automáticos.

## Historia de su fundación
HSBC Bank Honduras, abrió sus puertas en la primera década del siglo XXI, al comprar el máximo de acciones del banco Bancahorro, S.A. que fuese uno de los primeros bancos en fundarse en Honduras, un 17 de enero de 1917 como El Ahorro Hondureño, S.A. una compañía de seguros que al transcurso de unos años el 1 de febrero de 1960 se reorganizara como Banco el Ahorro Hondureño, S.A. al obtener el acuerdo de operaciones se convirtió en un banco nacional a partir del 25 de enero de 1960, por ese entonces sus ejecutivos fueron: Director Doctor Alberto F. Smith, Licenciado Daniel Casco, Perito Mercantil Francisco Villars y Perito Mercantil Emilio España Vallares.
En la década de los noventa, el Banco el Ahorro Hondureño, S.A. adquirió las acciones y derechos de otro banco por entonces fuerte dentro del territorio nacional, como lo fue BANCAHSA (Banco Capitalizadora Hondureña, S.A.), formando el Banco Grupo el Ahorro Hondureño, S.A. (BGA) con dicha transacción conformo aún su expansión total dentro de Honduras, hasta que dicho ente bancario fue comprado y hasta el día de hoy que son parte del colectivo mundial HSBC.

## Cierre de Operaciones
El banco HSBC desapareció el 6 de diciembre de 2012 para dar paso al Banco Davivienda, tercer grupo financiero de Colombia, que a principios del presente año compraron el 100% de las acciones. El banco colombiano acordó la compra de los activos del londinense HSBC Honduras, Costa Rica, El Salvador a un costo de 801 millones de dólares. El banco HSBC (The Hong Kong and Shanghai Banking Corporation) opera oficinas en 82 países en los cinco continentes y sus operaciones que mantiene en Costa Rica, El Salvador y Honduras representan cerca del 30 por ciento de los activos que posee en la región. Los activos de HSBC en estos tres países suman US$ 4.476 millones de dólares, según el acuerdo de Davivienda con este banco, que hasta 1991 tuvo su sede central en Hong Kong.